# Strictly Come Dancing (Nederland)
Strictly Come Dancing was een programma van de AVRO rond ballroomdansen. Het programma wordt gepresenteerd door Reinout Oerlemans en Kim-Lian van der Meij. Het is een Nederlandse versie van het gelijknamige Engelse programma van de BBC.

## Ontwikkeling
In januari 2012 kwam naar buiten dat AVRO met Strictly Come Dancing zou komen en dat zij veertien weken lang de zaterdagavond zouden gaan vullen. De AVRO was toen die tijd ook bezig met Angela Groothuizen te strikken voor de presentatie, maar Groothuizen bleef uiteindelijk bij haar huidige werkgever RTL. Daarna werd er gezocht naar een juiste presentator en die werd gevonden in Reinout Oerlemans. Oerlemans tekende een tweejarig contract bij AVRO en zal zeker twee seizoenen van Strictly Come Dancing gaan presenteren. Op 10 mei werd bekend dat Kim-Lian van der Meij de medepresentator van het programma werd.
Mediadirecteur Peter Lubbers was dan ook blij met het binnenhalen van het programma en had ook al enkele kandidaten in gedachten. Lubbers had graag Annet Malherbe en Louis van Gaal in het programma gehad, maar beiden zeiden uiteindelijk nee. Van de 250 uitnodigingen zeiden slechts 30 kandidaten volmondig "Ja" om mee te doen. Mede door het lange programma van veertien weken werd het moeilijk om vijftien geschikte kandidaten te vinden. Het programma werd uiteindelijk teruggebracht tot acht weken en negen kandidaten. Lubbers had daarna ook Youp van 't Hek benaderd die zich daarna vrij negatief uitte in de media. En ook Jan de Hoop, Natasja Froger, Chris Zegers en Marijke Helwegen bedankten voor de eer. Ook Simone Kleinsma werd gevraagd, maar die kon niet in verband met een rugblessure.
Op 26 juli werd Mark van Eeuwen als eerste kandidaat bekendgemaakt en later die dag werd ook duidelijk dat Danny Froger meedoet. AVRO wilde graag nog wat langer wachten met bekendmaken wie er mee zouden doen, maar Van Eeuwen werd gefotografeerd met zijn danspartner Jessica Maybury en moest zich verantwoorden aan de pers voordat er roddels in de wereld zou komen. Van Eeuwen gaf ook aan dat hij eigenlijk niks mocht zeggen en dat het allemaal wat geheimzinnig was. Uiteindelijk werden de volgende dag de overige zeven namen bekendgemaakt, zodat er geen roddels of geruchten de wereld in zouden komen. Op 9 augustus werd bekendgemaakt dat Imca Marina per direct stopte vanwege een blessure en dat ze werd vervangen door Ria Valk. Ook werd die dag bekend dat Sebastiaan Labrie was gevraagd en ook had toegezegd. De producent leek blij over het feit dat Labrie mee zou doen, maar op het laatste moment werd Labrie toch afgezegd. Labrie liet duidelijk merken teleurgesteld te zijn in de AVRO.
Op 11 augustus werd bekendgemaakt dat Ruud Vermeij, Euvgenia Parakhina en Dario Gargiulo gezamenlijk de driekoppige jury zullen gaan vormen. Parakhina is daarnaast ook een van de vier juryleden van So You Think You Can Dance en was ze ook een van de professionals tijdens Dancing with the Stars.
Nog voordat de finale van het eerste seizoen moest worden uitgezonden werd bekend dat er in 2013 een tweede seizoen zal komen. Zo zullen Imca Marina, een van de originele kandidaten voor het eerste seizoen die vroegtijdig door een blessure was uitgeschakeld, Simone Kleinsma, die nee zei voor het eerste in verband met een blessure, maar wel graag had mee willen doen en Sebastiaan Labrie, die was benaderd voor het eerste seizoen, maar op het laatste moment werd afgezegd, meedoen aan het tweede seizoen. De overige kandidaten en de professionele partners worden later bekendgemaakt.
De finale van het eerste seizoen werd op 13 oktober 2012 gewonnen door Mark van Eeuwen en Jessica Maybury. Ook de afgevallen kandidaten dansten gezamenlijk een Engelse wals, de eerste afvaller Javier Guzman was niet aanwezig omdat hij een optreden had. Daarnaast was hij teleurgesteld in het programma en zodoende niet belangrijk genoeg om z'n optreden af te zeggen.
Hoewel er al wel kandidaten waren benaderd voor een tweede seizoen, werd op 17 april 2013 door Oerlemans bekendgemaakt dat er geen tweede seizoen komt. Volgens Oerlemans had dat voornamelijke te maken met de bezuinigingen bij de omroep op groot entertainment. Wel zou RTL inmiddels weer belangstelling hebben, om Dancing with the Stars nieuw leven in te blazen door een tweede reeks van Strictly Come Dancing aan te kopen. In 2015 startte op RTL 4 echter het nieuwe dansprogramma Dance Dance Dance.

## Programmaformule
Het programma is gebaseerd op de Amerikaanse variant van het Britse dansprogramma Strictly Come Dancing, waarin bekende mensen leren dansen met een professionele danser. Australië was het eerste land dat het programma uit Engeland overnam. In Amerika werd het programma uitgezonden door ABC en werd het een hit. In Vlaanderen werd het onder de titel Sterren op de Dansvloer gebracht. Via een combinatiesysteem van professionele jurering en televoting/sms'en vallen een voor een de paren af, waarna in de laatste uitzending de twee overgebleven paren strijden om de eerste plaats.
Eerder werd de serie onder de titel Dancing with the Stars uitgezonden op RTL 4, maar vanaf augustus 2012 als Strictly Come Dancing bij de AVRO. RTL 4 maakte vier volledige seizoenen en drie speciale afleveringen. De AVRO ging verder met een ander decor, licht en cameravoering. De AVRO wilde het programma groots neerzetten en het moest beter tot zijn recht komen dan bij RTL 4.

## Koppels
| Kandiaat                       | Beroep               | Professionele partner                      | Resultaat                          |
| ------------------------------ | -------------------- | ------------------------------------------ | ---------------------------------- |
| Imca Marina                    | Zangeres             | Sander Pondman                             | Gestopt op 8 augustus 2012         |
| Javier Guzman                  | Cabaretier           | Alexandra Matteman                         | 1e Weggestemd op 25 augustus 2012  |
| Ria Valk (verving Imca Marina) | Zangeres             | Sander Pondman                             | 2e Weggestemd op 1 september 2012  |
| Danny Froger                   | Zanger               | Lorna van Dijk                             | 3e Weggestemd op 8 september 2012  |
| Stacey Rookhuizen              | Tv-personality       | Jeroen Struijlaart                         | 4e Weggestemd op 15 september 2012 |
| Arjan Ederveen                 | Cabaretier en Acteur | Janneke Vermeulen                          | 5e Weggestemd op 22 september 2012 |
| Naomi van As                   | Hockeyster           | Remi Janssen                               | 6e Weggestemd op 29 september 2012 |
| Sabine Uitslag                 | Politica             | Pascal Maassen                             | Derde op 6 oktober 2012            |
| Sylvana Simons                 | Presentatrice        | Redmond Valk Aerjen Mooijweer (Week 7 & 8) | Runners-Up op 13 oktober 2012      |
| Mark van Eeuwen                | Acteur               | Jessica Maybury                            | Winnaars op 13 oktober 2012        |

## Scorekaart
| Koppel             | Plaats | 1  | 2  | 3  | 4  | 5       | 6        | 7           | 8           |
| ------------------ | ------ | -- | -- | -- | -- | ------- | -------- | ----------- | ----------- |
| Mark & Jessica     | 1      | 24 | 20 | 24 | 26 | 19+1=20 | 30+26=56 | 26+28+20=74 | 26+29+22=77 |
| Sylvana & Redmond  | 2      | 22 | 25 | 27 | 23 | 22+5=27 | 24+28=52 | 23+26+15=64 | 25+25+29=79 |
| Sabine & Pascal    | 3      | 22 | 23 | 22 | 24 | 27+4=31 | 21+25=46 | 23+22+10=55 |             |
| Naomi & Remi       | 4      | 17 | 16 | 18 | 21 | 21+3=24 | 20+22=42 |             |             |
| Arjan & Janneke    | 5      | 19 | 17 | 19 | 22 | 16+2=18 |          |             |             |
| Stacey & Jeroen    | 6      | 18 | 20 | 20 | 19 |         |          |             |             |
| Danny & Lorna      | 7      | 16 | 23 | 17 |    |         |          |             |             |
| Ria & Sander       | 8      | 19 | 20 |    |    |         |          |             |             |
| Javier & Alexandra | 9      | 20 |    |    |    |         |          |             |             |
| Imca & Sander      | 10     |    |    |    |    |         |          |             |             |

Rode cijfers geeft de laagste score aan van elke week.
Groene cijfers geeft de hoogste score aan van elke week.
 geeft aan welk koppel elk week is geëlimineerd.
 geeft aan welke koppel in de "Dance-Off" stond.
 geeft het winnende koppel aan.
 geeft het tweede koppel aan.
 geeft de derde plek koppel aan.

### Gemiddelden
Deze tabel geeft het gemiddelde weer op de schaal van 30 punten. (exclusief de Salsa-Thon uit week 5 en de Rock-'n-Roll-Shuffle uit week 7)
| Plek bij gem. | Resultaat | Koppel             | Totaal aantal punten | Aantal dansen | Gemiddelde |
| ------------- | --------- | ------------------ | -------------------- | ------------- | ---------- |
| 1             | 1         | Mark & Jessica     | 300                  | 12            | 25.0       |
| 2             | 2         | Sylvana & Redmond  | 299                  | 12            | 24.9       |
| 3             | 3         | Sabine & Pascal    | 209                  | 9             | 23.2       |
| 4             | 9         | Javier & Alexandra | 20                   | 1             | 20.0       |
| 5             | 8         | Ria & Sander       | 39                   | 2             | 19.5       |
| 6             | 4         | Naomi & Remi       | 135                  | 7             | 19.3       |
| 7             | 6         | Stacey & Jeroen    | 77                   | 4             | 19.2       |
| 8             | 7         | Danny & Lorna      | 56                   | 3             | 18.7       |
| 9             | 5         | Arjan & Janneke    | 93                   | 5             | 18.6       |

## Hoogste en laagste routines

### Hoogst en laagst scorende routines
| Dans                 | Beste danser(s)                | Hoogste score | Slechtste danser(s) | Laagste score |
| -------------------- | ------------------------------ | ------------- | ------------------- | ------------- |
| Chachacha            | Mark van Eeuwen                | 26            | Danny Froger        | 16            |
| Engelse Wals         | Sylvana Simons                 | 28            | Stacey Rookhuizen   | 18            |
| Quickstep            | Mark van Eeuwen                | 30            | Naomi van As        | 16            |
| Rumba                | Sylvana Simons                 | 25            | Arjan Ederveen      | 17            |
| Jive                 | Mark van Eeuwen                | 28            | Naomi van As        | 18            |
| Tango                | Sylvana Simons                 | 27            | Danny Froger        | 17            |
| Paso doble           | Mark van Eeuwen Sylvana Simons | 26            | Stacey Rookhuizen   | 19            |
| Slowfox              | Mark van Eeuwen                | 26            | Naomi van As        | 21            |
| Samba                | Sabine Uitslag                 | 27            | Arjan Ederveen      | 16            |
| Salsa-Thon           | Sylvana Simons                 | 5             | Mark van Eeuwen     | 1             |
| Rock-'n-Roll-Shuffle | Mark van Eeuwen                | 20            | Sabine Uitslag      | 10            |
| Freestyle            | Sylvana Simons                 | 29            | Mark van Eeuwen     | 26            |

### Koppels hoogst en laagst scorende routines
| Koppels            | Hoogst scorende routine | Laagst scorende routine |
| ------------------ | ----------------------- | ----------------------- |
| Mark & Jessica     | Quickstep (30)          | Samba (19)              |
| Sylvana & Redmond  | FReestyle (29)          | Chachacha, Samba (22)   |
| Sabine & Pascal    | Samba (27)              | Rumba (21)              |
| Naomi & Remi       | Paso doble (22)         | Quickstep (16)          |
| Arjan & Janneke    | Paso doble (22)         | Samba (16)              |
| Stacey & Jeroen    | Quickstep, Jive (20)    | Engelse Wals (18)       |
| Danny & Lorna      | Rumba (23)              | Chachacha (16)          |
| Ria & Sander       | Quickstep (20)          | Chachacha (19)          |
| Javier & Alexandra | Chachacha (20)          | Chachacha (20)          |

## Afleveringen
De Individuele jury scores staan in volgorde van links naar rechts: Ruud Vermeij, Euvgenia Parakhina, Dario Gargiulo.

### Week 1
| Koppel             | Score      | Dans         | Muziek                                                               | Resultaat    |
| ------------------ | ---------- | ------------ | -------------------------------------------------------------------- | ------------ |
| Sylvana & Redmond  | 22 (7,8,7) | Chachacha    | "Billie Jean"—Michael Jackson                                        | Veilig       |
| Stacey & Jeroen    | 18 (6,6,6) | Engelse Wals | "Natural Woman"—Aretha Franklin                                      | Dance-Off    |
| Danny & Lorna      | 16 (5,5,6) | Chachacha    | "Dedication to my Ex"—Lloyd                                          | Veilig       |
| Ria & Sander       | 19 (7,5,7) | Chachacha    | "Hung Up"—Madonna/"Gimme! Gimme! Gimme! (A Man After Midnight)"—ABBA | Veilig       |
| Mark & Jessica     | 24 (8,8,8) | Engelse Wals | "I Won't Give Up"—Jason Mraz                                         | Veilig       |
| Naomi & Remi       | 17 (5,6,6) | Chachacha    | "Titanium"—David Guetta feat. Sia                                    | Veilig       |
| Arjan & Janneke    | 19 (7,6,6) | Engelse Wals | "Bloed, Zweet en Tranen"—André Hazes                                 | Veilig       |
| Javier & Alexandra | 20 (6,7,7) | Chachacha    | "Seven Nation Army"—Ben l'Oncle Soul                                 | Geëlimineerd |
| Sabine & Pascal    | 22 (7,8,7) | Engelse Wals | "Run To You"—Whitney Houston                                         | Veilig       |

Jurystemmen voor eliminatie
- Dario: Javier & Alexandra
- Ruud: Stacey & Jeroen
- Euvgenia: Javier & Alexandra

### Week 2
| Koppel            | Score      | Dans      | Muziek                                         | Resultaat    |
| ----------------- | ---------- | --------- | ---------------------------------------------- | ------------ |
| Naomi & Remi      | 16 (5,5,6) | Quickstep | "Show Me How You Burlesque"—Christina Aguilera | Veilig       |
| Arjan & Janneke   | 17 (6,6,5) | Rumba     | "Love to Love You Baby"—Donna Summer           | Dance-Off    |
| Sabine & Pascal   | 23 (8,7,8) | Quickstep | "Radar Love"—Golden Earring                    | Veilig       |
| Sylvana & Redmond | 25 (9,8,8) | Rumba     | "Kiss"—Prince and The Revolution               | Veilig       |
| Ria & Sander      | 20 (6,7,7) | Quickstep | "Save Your Kisses for Me"—Brotherhood of Man   | Geëlimineerd |
| Danny & Lorna     | 23 (7,8,8) | Rumba     | "You're Beautiful"—James Blunt                 | Veilig       |
| Stacey & Jeroen   | 20 (6,7,7) | Quickstep | "Da Bop"—WTF!                                  | Veilig       |
| Mark & Jessica    | 20 (5,8,7) | Rumba     | "Nooit Meer een Morgen"—Marco Borsato          | Veilig       |

Jurystemmen voor eliminatie
- Dario: Ria & Sander
- Euvgenia: Arjan & Janneke
- Ruud: Ria & Sander

### Week 3
| Koppel            | Score      | Dans  | Muziek                                       | Resultaat    |
| ----------------- | ---------- | ----- | -------------------------------------------- | ------------ |
| Mark & Jessica    | 24 (8,8,8) | Tango | "Sweet Dreams (Are Made of This)"—Eurythmics | Veilig       |
| Naomi & Remi      | 18 (5,6,7) | Jive  | "Ik Leef Niet Meer Voor Jou"—Marco Borsato   | Veilig       |
| Danny & Lorna     | 17 (6,5,6) | Tango | "Roxanne"—The Police                         | Geëlimineerd |
| Sabine & Pascal   | 22 (7,7,8) | Jive  | "Dance With me Tonight"—Olly Murs            | Veilig       |
| Arjan & Janneke   | 19 (4,8,7) | Tango | "Bad Romance"—Lady Gaga                      | Veilig       |
| Sylvana & Redmond | 27 (9,9,9) | Tango | "I Will Survive"—Gloria Gaynor               | Veilig       |
| Stacey & Jeroen   | 20 (7,7,6) | Jive  | "Such a Night"—Elvis Presley                 | Dance-Off    |

Jurystemmen voor eliminatie
- Dario: Stacey & Jeroen
- Euvgenia: Danny & Lorna
- Ruud: Danny & Lorna

### Week 4
| Koppel            | Score      | Dans       | Muziek                                            | Resultaat    |
| ----------------- | ---------- | ---------- | ------------------------------------------------- | ------------ |
| Sabine & Pascal   | 24 (8,8,8) | Paso doble | "Die Another Day"—Madonna                         | Veilig       |
| Mark & Jessica    | 26 (9,9,8) | Slowfox    | "Somebody That I Used to Know"—Gotye feat. Kimbra | Veilig       |
| Stacey & Jeroen   | 19 (6,6,7) | Paso doble | "Bad"—Michael Jackson                             | Geëlimineerd |
| Sylvana & Redmond | 23 (7,8,8) | Slowfox    | "Grace Kelly"—Mika                                | Dance-Off    |
| Arjan & Janneke   | 22 (8,7,7) | Paso doble | "Don't Let Me Be Misunderstood"—Santa Esmeralda   | Veilig       |
| Naomi & Remi      | 21 (6,8,7) | Slowfox    | "Haven't Met You Yet"—Michael Bublé               | Veilig       |

Jurystemmen voor eliminatie
- Ruud: Stacey & Jeroen
- Euvgenia: Stacey & Jeroen
- Dario hoefde zijn eliminatiestem niet meer te geven, aangezien er al een meerderheid was. Hij stemde wel Stacey & Jeroen weg.

### Week 5
| Koppel                                                                        | Score      | Dans       | Muziek                                                 | Resultaat                 |
| ----------------------------------------------------------------------------- | ---------- | ---------- | ------------------------------------------------------ | ------------------------- |
| Naomi & Remi                                                                  | 21 (7,7,7) | Samba      | "Mas Que Nada"—Sérgio Mendes feat. The Black Eyed Peas | Veilig                    |
| Sabine & Pascal                                                               | 27 (9,9,9) | Samba      | "Conga!"—Miami Sound Machine                           | Veilig                    |
| Arjan & Janneke                                                               | 16 (5,5,6) | Samba      | "La Vie en Rose"—Édith Piaf                            | Geëlimineerd              |
| Sylvana & Redmond                                                             | 22 (7,7,8) | Samba      | "Bootylicious"—Destiny's Child                         | Veilig                    |
| Mark & Jessica                                                                | 19 (6,7,6) | Samba      | "Matrimony"—Gilbert O'Sullivan                         | Dance-Off                 |
| Mark & Jessica Arjan & Janneke Naomi & Remi Sabine & Pascal Sylvana & Redmond | 1 2 3 4 5  | Salsa-Thon | "Hey Mambo"—Barry Manilow                              | "Hey Mambo"—Barry Manilow |

Jurystemmen voor eliminatie
- Dario: Arjan & Janneke
- Euvgenia: Arjan & Janneke
- Ruud hoefde zijn eliminatiestem niet meer te geven, aangezien er al een meerderheid was. Hij stemde wel Arjan & Janneke weg.

### Week 6
| Koppel            | Score         | Dans         | Muziek                                         | Resultaat    |
| ----------------- | ------------- | ------------ | ---------------------------------------------- | ------------ |
| Sylvana & Redmond | 24 (8,8,8)    | Jive         | "Candyman"—Christina Aguilera                  | Veilig       |
| Sylvana & Redmond | 28 (8,10,10)  | Engelse Wals | "Mag het licht uit"—De Dijk                    | Veilig       |
| Sabine & Pascal   | 21 (6,7,8)    | Rumba        | "I Follow Rivers"—Triggerfinger                | Dance-Off    |
| Sabine & Pascal   | 25 (8,8,9)    | Slowfox      | "Oh, Lori"—Alessi Brothers                     | Dance-Off    |
| Mark & Jessica    | 30 (10,10,10) | Quickstep    | "I'm So Excited"—The Pointer Sisters           | Veilig       |
| Mark & Jessica    | 26 (9,9,8)    | Chachacha    | "Wonderwall"—Oasis                             | Veilig       |
| Naomi & Remi      | 20 (6,7,7)    | Tango        | "Hey Sexy Lady"—Shaggy feat. Brian & Tony Gold | Geëlimineerd |
| Naomi & Remi      | 22 (6,8,8)    | Paso doble   | "Music"—Madonna                                | Geëlimineerd |

Jurystemmen voor eliminatie
- Dario: Naomi & Remi
- Euvgenia: Sabine & Pascal
- Ruud: Naomi & Remi

### Week 7
| Koppel                                          | Score       | Dans                 | Muziek                                | Resultaat                 |
| ----------------------------------------------- | ----------- | -------------------- | ------------------------------------- | ------------------------- |
| Sabine & Pascal                                 | 23 (7,8,8)  | Tango                | "Wicked Way"—Waylon                   | Geëlimineerd              |
| Sabine & Pascal                                 | 22 (7,8,7)  | Chachacha            | "Forget You"—Cee Lo Green             | Geëlimineerd              |
| Mark & Jessica                                  | 26 (8,9,9)  | Paso doble           | "Walk This Way"—Aerosmith             | Veilig                    |
| Mark & Jessica                                  | 28 (9,10,9) | Jive                 | "Great Balls of Fire"—Jerry Lee Lewis | Veilig                    |
| Sylvana & Aerjen*                               | 23 (7,8,8)  | Quickstep            | "That Man"—Caro Emerald               | Dance-Off                 |
| Sylvana & Aerjen*                               | 26 (7,9,10) | Paso doble           | "Paint It, Black"—The Rolling Stones  | Dance-Off                 |
| Sabine & Pascal Sylvana & Aerjen Mark & Jessica | 10 15 20    | Rock-'n-Roll-Shuffle | "Hound Dog"—Elvis Presley             | "Hound Dog"—Elvis Presley |

*Redmond was niet in staat te dansen in verband met een blessure en Sylvana danste daarom in plaats van Redmond met Aerjen Mooijweer.
Jurystemmen voor eliminatie
- Dario: Sabine & Pascal
- Ruud: Sabine & Pascal
- Euvgenia hoefde haar eliminatiestem niet meer te geven, aangezien er al een meerderheid was. Het is niet bekend wie zij weg stemde.

### Week 8
| Koppel           | Score        | Dans      | Muziek                                       | Resultaat  |
| ---------------- | ------------ | --------- | -------------------------------------------- | ---------- |
| Mark & Jessica   | 26 (8,9,9)   | Freestyle | "We Will Rock You"/"Don't Stop Me Now"—Queen | Winnaars   |
| Mark & Jessica   | 29 (9,10,10) | Quickstep | "I'm So Excited"—The Pointer Sisters         | Winnaars   |
| Mark & Jessica   | 22 (7,7,8)   | Tango     | "Sweet Dreams (Are Made of This)"—Eurythmics | Winnaars   |
| Sylvana & Aerjen | 25 (8,9,8)   | Slowfox   | "Grace Kelly"—Mika                           | Runners-Up |
| Sylvana & Aerjen | 25 (8,9,8)   | Chachacha | "Billie Jean"—Michael Jackson                | Runners-Up |
| Sylvana & Aerjen | 29 (9,10,10) | Freestyle | "Run the World (Girls)"—Beyoncé              | Runners-Up |

## Call-out order
| Order | 1                  | 2                 | 3                 | 4                 | 5                 | 6                 | 7                | 8                |
| ----- | ------------------ | ----------------- | ----------------- | ----------------- | ----------------- | ----------------- | ---------------- | ---------------- |
| 01    | Ria & Sander       | Sabine & Pascal   | Sylvana & Redmond | Mark & Jessica    | Sylvana & Redmond | Mark & Jessica    | Mark & Jessica   | Mark & Jessica   |
| 02    | Naomi & Remi       | Danny & Lorna     | Sabine & Pascal   | Naomi & Remi      | Sabine & Pascal   | Sylvana & Redmond | Sylvana & Aerjen | Sylvana & Aerjen |
| 03    | Mark & Jessica     | Sylvana & Redmond | Mark & Jessica    | Sabine & Pascal   | Naomi & Remi      | Sabine & Pascal   | Sabine & Pascal  |                  |
| 04    | Sabine & Pascal    | Mark & Jessica    | Arjan & Janneke   | Arjan & Janneke   | Mark & Jessica    | Naomi & Remi      |                  |                  |
| 05    | Arjan & Janneke    | Naomi & Remi      | Naomi & Remi      | Sylvana & Redmond | Arjan & Janneke   |                   |                  |                  |
| 06    | Sylvana & Redmond  | Stacey & Jeroen   | Stacey & Jeroen   | Stacey & Jeroen   |                   |                   |                  |                  |
| 07    | Danny & Lorna      | Arjan & Janneke   | Danny & Lorna     |                   |                   |                   |                  |                  |
| 08    | Stacey & Jeroen    | Ria & Sander      |                   |                   |                   |                   |                  |                  |
| 09    | Javier & Alexandra |                   |                   |                   |                   |                   |                  |                  |

 Dit koppel werd eerste door de jury cijfers.
 Dit koppel werd laatste door de jury cijfers.
 Dit koppel werd laatste door de jury cijfers en werd weggestemd.
 Dit koppel werd weggestemd.
 Dit koppel won de competitie.
 Dit koppel werd tweede in de competitie.
 Dit koppel werd derde in de competitie.

## Danskaart
De kandidaten moesten elke week een van de volgende routines dansen:
- Week 1: Chachacha of Engelse Wals
- Week 2: Quickstep of Rumba
- Week 3: Jive of Tango
- Week 4: Paso doble of Slowfox
- Week 5: Samba en de Salsa-Thon
- Week 6: Twee ongeleerde dansen
- Week 7: Twee ongeleerde dansen en de Rock-'n-Roll-Shuffle
- Week 8: Jury's favoriet, Eigen favoriet en Freestyle

| Koppel             | Week 1       | Week 2    | Week 3 | Week 4     | Week 5 | Week 5 | Week 6    | Week 6       | Week 7     | Week 7     | Week 7       | Week 8    | Week 8    | Week 8       |
| ------------------ | ------------ | --------- | ------ | ---------- | ------ | ------ | --------- | ------------ | ---------- | ---------- | ------------ | --------- | --------- | ------------ |
| Mark & Jessica     | Engelse Wals | Rumba     | Tango  | Slowfox    | Samba  | Salsa  | Quickstep | Chachacha    | Paso doble | Jive       | Rock-'n-Roll | Freestyle | Quickstep | Tango        |
| Sylvana & Redmond  | Chachacha    | Rumba     | Tango  | Slowfox    | Samba  | Salsa  | Jive      | Engelse Wals | Quickstep  | Paso doble | Rock-'n-Roll | Slowfox   | Chachacha | Freestyle    |
| Sabine & Pascal    | Engelse Wals | Quickstep | Jive   | Paso doble | Samba  | Salsa  | Slowfox   | Rumba        | Tango      | Chachacha  | Rock-'n-Roll |           |           | Engelse Wals |
| Naomi & Remi       | Chachacha    | Quickstep | Jive   | Slowfox    | Samba  | Salsa  | Tango     | Paso doble   |            |            |              |           |           | Engelse Wals |
| Arjan & Janneke    | Engelse Wals | Rumba     | Tango  | Paso doble | Samba  | Salsa  |           |              |            |            |              |           |           | Engelse Wals |
| Stacey & Jeroen    | Engelse Wals | Quickstep | Jive   | Paso doble |        |        |           |              |            |            |              |           |           | Engelse Wals |
| Danny & Lorna      | Chachacha    | Rumba     | Tango  |            |        |        |           |              |            |            |              |           |           | Engelse Wals |
| Ria & Sander       | Chachacha    | Quickstep |        |            |        |        |           |              |            |            |              |           |           | Engelse Wals |
| Javier & Alexandra | Chachacha    |           |        |            |        |        |           |              |            |            |              |           |           |              |

 Hoogst scorende routine
 Laagst scorende routine
 Gedanst, maar niet beoordeeld

## Gastoptredens
| Show       | Dans      | Artiest                              | Muziek                                                   |
| ---------- | --------- | ------------------------------------ | -------------------------------------------------------- |
| Liveshow 1 | Chachacha | Michael Malitowski en Joanna Leunis  | "Baby Boy"—Beyoncé feat. Sean Paul                       |
| Liveshow 3 | Jive      | Frank Zegels en Ania Shevliakova     | "Hey Ya!"—OutKast                                        |
| Liveshow 5 | Samba     | Double V Latin Formation Team        | "Walk Like an Egyptian"—The Bangles                      |
| Liveshow 6 | Rumba     | Jeroen Struijlaart en Lorna van Dijk | "Is Your Love Big Enough?"—Lianne La Havas               |
| Liveshow 7 | Jive      | Dance East en de Shrek ensemble      | "I'm a Believer"—William Spaaij en Kim-Lian van der Meij |

## Kijkcijfers
| Show | Aflevering        | Datum             | Kijkers   | Bron   |
| ---- | ----------------- | ----------------- | --------- | ------ |
| 1    | "Top 9"           | 25 augustus 2012  | 879.000   | [ 18 ] |
| 2    | "Top 9: Uitslag"  | 25 augustus 2012  | 1.080.000 | [ 18 ] |
| 3    | "Top 8"           | 1 september 2012  | 1.023.000 | [ 19 ] |
| 4    | "Top 8: Uitslag"  | 1 september 2012  | 817.000   | [ 19 ] |
| 5    | "Top 7"           | 8 september 2012  | 742.000   | [ 20 ] |
| 6    | "Top 7: Uitslag"  | 8 september 2012  | 545.000   | [ 20 ] |
| 7    | "Top 6"           | 15 september 2012 | 848.000   | [ 21 ] |
| 8    | "Top 6: Uitslag"  | 15 september 2012 | 807.000   | [ 21 ] |
| 9    | "Top 5"           | 22 september 2012 | 1.071.000 | [ 22 ] |
| 10   | "Top 5: Uitslag"  | 22 september 2012 | 902.000   | [ 22 ] |
| 11   | "Top 4"           | 29 september 2012 | 1.122.000 | [ 23 ] |
| 12   | "Top 4: Uitslag"  | 29 september 2012 | 943.000   | [ 23 ] |
| 13   | "Top 3"           | 6 oktober 2012    | 929.000   | [ 24 ] |
| 14   | "Top 3: Uitslag"  | 6 oktober 2012    | 940.000   | [ 24 ] |
| 15   | "Finale"          | 13 oktober 2012   | 1.132.000 | [ 25 ] |
| 16   | "Finale: Uitslag" | 13 oktober 2012   | 1.115.000 | [ 25 ] |